# Большаков, Виктор Григорьевич
Виктор Григорьевич Большаков (9 июня 1938, Покровка, Башкирская АССР — 13 апреля 2015, Уфа) — водитель автотранспортного предприятия треста «Востокнефтепроводстрой» Министерства строительства предприятий нефтяной и газовой промышленности СССР, полный кавалер ордена Трудовой Славы (1984).

## Биография
Виктор Григорьевич Большаков родился 9 июня 1938 года в деревне Покровка Туймазинского района Башкирской АССР.
Образование — среднее.
Трудиться начал в 1957 году шофёром в Туймазинской геофизической экспедиции Всесоюзного института геофизики. В 1958—1961 годах служил в рядах Советской Армии. После демобилизации с 1961 года — водитель автотранспортного предприятия треста «Востокнефтепроводстрой».
Большаков участвовал в строительстве магистральных газопроводов, объектов жилищного и социально-культурного назначения. С 1961 по 1980 год перевёз на автомашине около 28 тысяч тонн грузов. Большой объём работы выполнил при строительстве газопровода Уренгой — Центр. Задание одиннадцатой пятилетки (1981—85) выполнил к 1 января 1984 года, перевезя свыше 4,3 тысячи тонн грузов.
В 1998 году вышел на пенсию. Жил в городе Уфе.

## Награды
За самоотверженный труд в строительстве магистральных газонефтепроводов и других народно-хозяйственных объектов В. Г. Большаков награждён орденом Трудовой Славы I (1985), II (1980), III степени (1975).